# Abraxas leucaphrodes
Abraxas leucaphrodes là một loài bướm đêm trong họ Geometridae.